# Заслужений працівник культури РРФСР
Заслужений працівник культури РРФСР — почесне звання РРФСР. Засноване 26 травня 1964 року.
Присвоювалося висококваліфікованим працівникам установ, організацій та органів культури, мистецтва, освіти, поліграфії, друку, радіо і телебачення, учасникам самодіяльної творчості та особам, які беруть участь в роботі організацій, установ і органів культури на громадських засадах, за заслуги в розвитку культури та пропрацювали в галузі культури 15 і більше років.
4 лютого 1992 року зробили останні присвоєння цього звання. Було замінене на звання Заслуженого працівника культури Російської Федерації.

## См. також
- Заслужений працівник культури України
- Заслужений працівник культури Російської Федерації